# Lunglei (Distrikt)

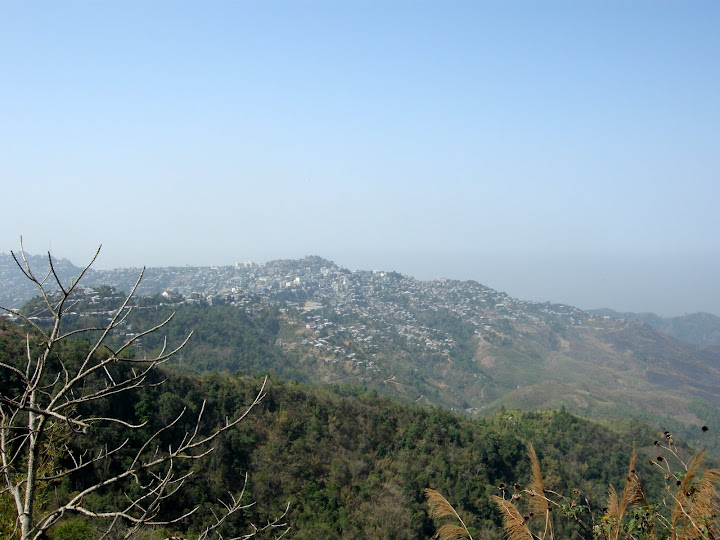
Lunglei

Der Distrikt Lunglei ist ein Distrikt im indischen Bundesstaat Mizoram. Verwaltungssitz ist die gleichnamige Stadt Lunglei.

## Geografie
Der Distrikt Lunglei liegt im Zentrum Mizorams an der Grenze zu Bangladesch und Myanmar. Die Fläche des Distrikts beträgt 4536 Quadratkilometer. Nachbardistrikte sind Mamit im Norden, Aizawl im Nordosten, Serchhip im Nordosten und Osten, Saiha im Südosten und Lawngtlai im Süden. Im Osten grenzt der Distrikt an Myanmar und im Westen an Bangladesch.

## Geschichte
Im späten 19. Jahrhundert eroberten die Briten die Region und das Gebiet wurde ein Teil von Assam. Im Zweiten Weltkrieg lag das Gebiet nahe der Front zwischen Briten und Japanern. Nach der indischen Unabhängigkeit vollzog Assam 1949 den Anschluss an Indien. Später wurde Assam in verschiedene Bundesstaaten aufgesplittert und das Gebiet ein Teil des neuen Bundesstaats Mizoram. Der Distrikt gehörte ursprünglich zum Distrikt Mizo. Dieser wurde 1976 in die drei neuen Distrikte Aizawl, Chhimtuipui und Lunglei aufgespalten. Seither ist der Gebietsstand unverändert geblieben.

## Bevölkerung
Nach der Volkszählung 2011 hat der Distrikt Lunglei 161.428 Einwohner. Bei 36 Einwohnern pro Quadratkilometer ist der Distrikt nur dünn besiedelt. Der Distrikt ist überwiegend ländlich geprägt. Von den 161.428 Bewohnern wohnen 92.676 Personen (57,31 %) auf dem Land und 68.752 Menschen in städtischen Gemeinden.
Der Distrikt Lunglei gehört zu den Gebieten Indiens, die fast gänzlich von Angehörigen der „Stammesbevölkerung“ (scheduled tribes) besiedelt sind. Zu ihnen gehörten (2011) 153.533 Personen (95,11 Prozent der Distriktsbevölkerung). Zu den Dalit (scheduled castes) gehörten 2011 nur 178 Menschen (0,11 Prozent der Distriktsbevölkerung).

### Bevölkerungsentwicklung
Wie überall in Indien wächst die Einwohnerzahl im Distrikt Lunglei seit Jahrzehnten stark an. Die Zunahme betrug in den Jahren 2001–2011 fast 18 Prozent (17,64 %). In den 2000er Jahren nahm die Bevölkerung um über 24.000 Menschen zu. Die Entwicklung verdeutlicht folgende Tabelle:

### Bedeutende Orte
Im Distrikt gibt es mit dem Distrikthauptort Lunglei nur einen Ort mit mehr als 10000 Einwohnern. Statistisch gesehen gelten allerdings die zwei Siedlungen Hnahthial und Tlabung auch als Städte (notified towns).

### Bevölkerung des Distrikts nach Geschlecht
Der Distrikt hatte – für Indien üblich – stets mehr männliche als weibliche Einwohner. Der Männerüberschuss lag selbst für indische Verhältnisse weit über dem Durchschnitt. Doch in den 2000er Jahren sank der Männerüberschuss wieder. Bei den jüngsten Bewohnern (unter 7 Jahren) lagen die Anteile beider Geschlechter bei 50,95 % männlichen zu 49,05 % weiblichen Geschlechts.
| Verteilung der Bevölkerung nach Geschlecht im Distrikt Lunglei |                   |                   |                   |                   |                   |                   |                   |                   |                   |                   |
|                                                                | Volkszählung 1971 | Volkszählung 1971 | Volkszählung 1981 | Volkszählung 1981 | Volkszählung 1991 | Volkszählung 1991 | Volkszählung 2001 | Volkszählung 2001 | Volkszählung 2011 | Volkszählung 2011 |
| Anzahl                                                         | Anteil            | Anzahl            | Anteil            | Anzahl            | Anteil            | Anzahl            | Anteil            | Anzahl            | Anteil            |                   |
| GESAMT                                                         | 60.403            | 100 %             | 86.511            | 100 %             | 111.415           | 100 %             | 137.223           | 100 %             | 161.428           | 100 %             |
| Männer                                                         | 32.880            | 54,43 %           | 45.998            | 53,17 %           | 58.331            | 52,35 %           | 71.402            | 52,03 %           | 82.891            | 51,35 %           |
| Frauen                                                         | 27.523            | 45,57 %           | 40.513            | 46,83 %           | 53.084            | 47,65 %           | 65.821            | 47,97 %           | 78.537            | 48,65 %           |

### Bevölkerung des Distrikts nach Sprachen
Die Bevölkerung des Distrikts Lunglei ist sprachlich gemischt. Den beiden stärksten Sprachgruppen Mizo/Lushai und Chakma gehören aber über 92 Prozent der Einwohnerschaft an. Sprachlich einheitlich sind zwei der vier C.D. Blocks. Im C.D. Block Hnahthial sind 25.838 Personen (98,95 Prozent der Bewohner) Mizo/Lushai. Und im C.D. Block Lunglei sind 71.280 Personen (92 Prozent der Bewohner) Mizo/Lushai. Dagegen sind im C.D. Block Lungsen 22.403 Personen (57,41 Prozent der Bewohner) Chakma, 10.452 Personen (26,79 Prozent der Bewohner) Mizo/Lushai, 3.708 Personen (9,50 Prozent der Bewohner) Riang und 599 Personen (1,54 Prozent der Bewohner) Kokborok. Im C.D. Block West Bunghnum sind 10.296 Personen (54,73 Prozent der Bewohner) Chakma und 8.324 Personen (44,25 Prozent der Bewohner) Mizo/Lushai. Alle von mehr als 500 Personen gesprochene Sprachen zeigt die folgende Tabelle:
| Jahr                                   | Lushai  | Lushai | Chakma | Chakma | Riang | Riang | Bengali | Bengali | Hindi | Hindi | Kokborok | Kokborok | Nepali | Nepali | Gesamt  | Gesamt   |
| Jahr                                   | Zahl    | %      | Zahl   | %      | Zahl  | %     | Zahl    | %       | Zahl  | %     | Zahl     | %        | Zahl   | %      | Zahl    | %        |
| -------------------------------------- | ------- | ------ | ------ | ------ | ----- | ----- | ------- | ------- | ----- | ----- | -------- | -------- | ------ | ------ | ------- | -------- |
| 2011                                   | 115.894 | 71,79  | 33.046 | 20,47  | 3.723 | 2,31  | 1.872   | 1,16    | 1.855 | 1,15  | 1.009    | 0,63     | 621    | 0,38   | 161.428 | 100,00 % |
| Quelle: Ergebnis der Volkszählung 2011 |         |        |        |        |       |       |         |         |       |       |          |          |        |        |         |          |

### Bevölkerung des Distrikts nach Bekenntnissen
Die tibetoburmanischen Bewohner sind in den letzten 100 Jahren fast gänzlich zum Christentum übergetreten. Die bedeutendsten Gemeinschaften innerhalb des Christentums sind die Presbyterianer (Reformierte), Baptisten und Katholiken. Die Chakma dagegen sind zu mehr als 90 Prozent Buddhisten wie die Einwohner im nahen Myanmar. Die Hindus und Muslime bilden kleinere religiöse Minderheiten und sind hauptsächlich Zugewanderte aus anderen Regionen Indiens und aus Bangladesch. In den C.D. Blocks Lungsen und West Bunghnum sind die Buddhisten und Christen etwa gleich stark vertreten. Die anderen beiden C.D. Blocks Hnahthial und Lunglei haben eine deutliche christliche Mehrheit. Die genaue religiöse Zusammensetzung der Bevölkerung zeigt folgende Tabelle:
| Jahr                                   | Buddhisten | Buddhisten | Christen | Christen | Hindus | Hindus | Jainas | Jainas | Muslime | Muslime | Sikhs | Sikhs | Andere | Andere | keine Angaben | keine Angaben | Gesamt  | Gesamt   |
| Jahr                                   | Zahl       | %          | Zahl     | %        | Zahl   | %      | Zahl   | %      | Zahl    | %       | Zahl  | %     | Zahl   | %      | Zahl          | %             | Zahl    | %        |
| -------------------------------------- | ---------- | ---------- | -------- | -------- | ------ | ------ | ------ | ------ | ------- | ------- | ----- | ----- | ------ | ------ | ------------- | ------------- | ------- | -------- |
| 2011                                   | 27.543     | 17,06      | 127.124  | 78,75    | 5.231  | 3,24   | 93     | 0,06   | 1.290   | 0,80    | 74    | 0,05  | 5      | 0,00   | 68            | 0,04          | 161.428 | 100,00 % |
| Quelle: Ergebnis der Volkszählung 2011 |            |            |          |          |        |        |        |        |         |         |       |       |        |        |               |               |         |          |

## Bildung
Dank bedeutender Anstrengungen ist das Ziel der vollständigen Alphabetisierung im städtischen Bereich fast erreicht. Auf dem Land können nur rund 82 Prozent lesen und schreiben. Typisch für indische Verhältnisse sind die starken Unterschiede zwischen den Geschlechtern und der Stadt-/Landbevölkerung. Die Alphabetisierung liegt weit über dem Durchschnitt Indiens.
| Alphabetisierung im Distrikt Lunglei   |                   |                   |
| Einheit                                | Volkszählung 2011 | Volkszählung 2011 |
| Einheit                                | Anzahl            | Anteil            |
| GESAMT                                 | 121.122           | 88,86 %           |
| Männer                                 | 64.515            | 92,04 %           |
| Frauen                                 | 56.607            | 85,49 %           |
| STADT GESAMT                           | 59.008            | 97,79 %           |
| Stadt-Männer                           | 30.448            | 98,19 %           |
| Stadt-Frauen                           | 28.560            | 97,37 %           |
| LAND GESAMT                            | 62.114            | 81,76 %           |
| Land-Männer                            | 34.067            | 87,17 %           |
| Land-Frauen                            | 28.047            | 76,03 %           |
| Quelle: Ergebnis der Volkszählung 2011 |                   |                   |

## Verwaltung
Der Distrikt war bei der letzten Volkszählung 2011 in vier Sub-Divisions (C.D. Blocks) aufgeteilt.:
| Bevölkerung in den Sub-Divisions |           |           |         |         |         |         |               |               |
|                                  | Hnahthial | Hnahthial | Lunglei | Lunglei | Lungsen | Lungsen | West Bunghnum | West Bunghnum |
| Anzahl                           | Anteil    | Anzahl    | Anteil  | Anzahl  | Anteil  | Anzahl  | Anteil        |               |
| GESAMT                           | 26.113    | 100 %     | 77.482  | 100 %   | 39.020  | 100 %   | 18.813        | 100 %         |
| Männer                           | 13.040    | 49,96 %   | 39.990  | 51,61 % | 20.021  | 51,31 % | 9.840         | 52,30 %       |
| Frauen                           | 13.073    | 50,04 %   | 37.492  | 48,39 % | 18.999  | 48,69 % | 8.973         | 47,70 %       |
| Stadt                            | 7.187     | 27,52 %   | 57.011  | 73,58 % | 4.554   | 11,67 % | 0             | 0 %           |
| Land                             | 18.926    | 72,48 %   | 20.471  | 26,42 % | 34.466  | 88,33 % | 18.813        | 100 %         |